# Portrait de Beatrice Hastings (Modigliani, Atlanta)
Pour les articles homonymes, voir Portrait de Beatrice Hastings.
Portrait de Beatrice Hastings est un tableau réalisé par le peintre italien Amedeo Modigliani en 1914. De format vertical, cette huile sur toile est le portrait en buste de la femme de lettres britannique Beatrice Hastings coiffée d'un chapeau. L'œuvre est achetée à Paul Guillaume par Albert Barnes en janvier 1925 à Paris, en France. L'œuvre est conservée depuis 2019 au High Museum of Art, à Atlanta, en Géorgie, aux États-Unis.

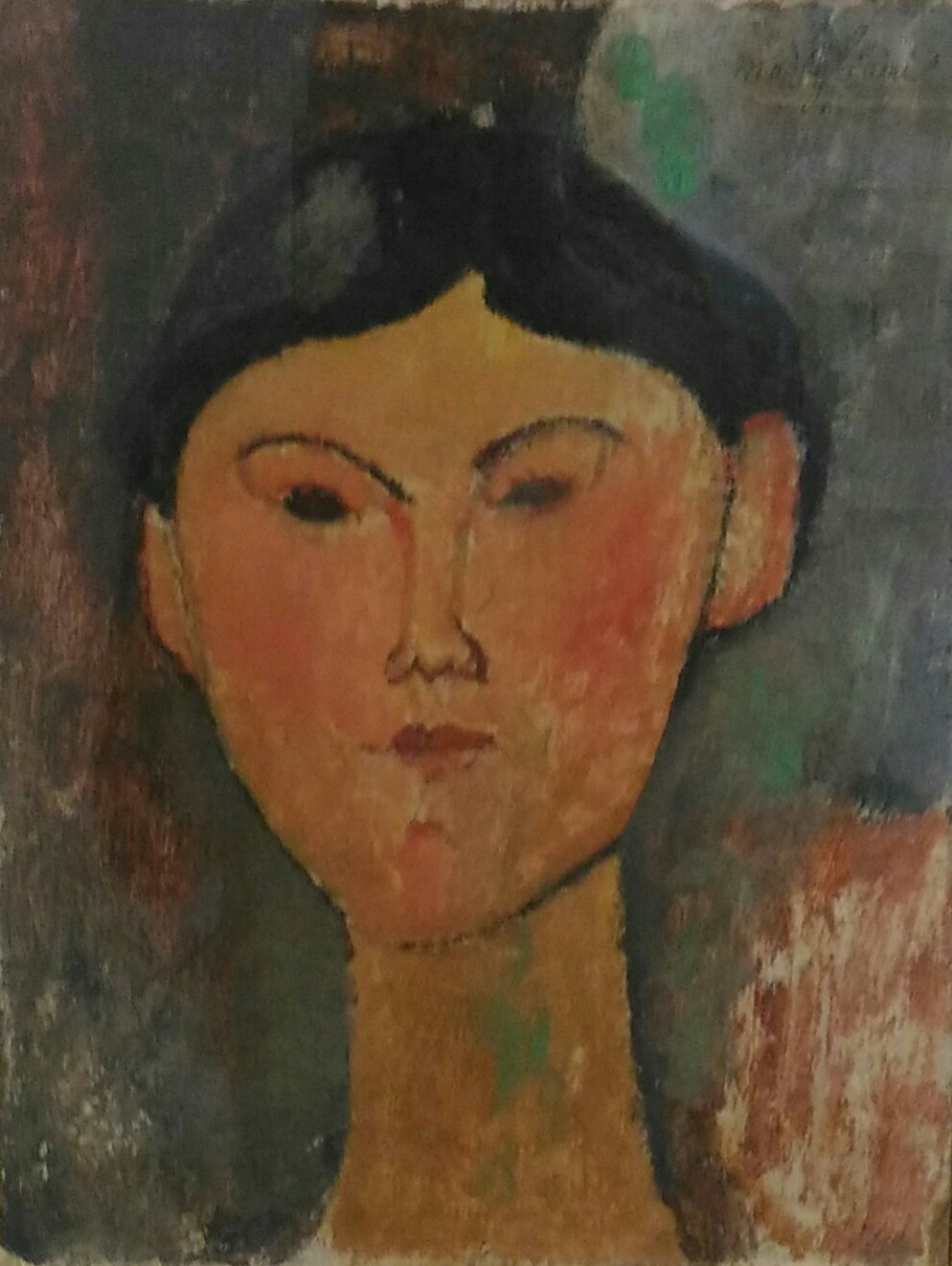
Portrait de Beatrice Hastings, 1915 – Museo del Novecento, Milan.
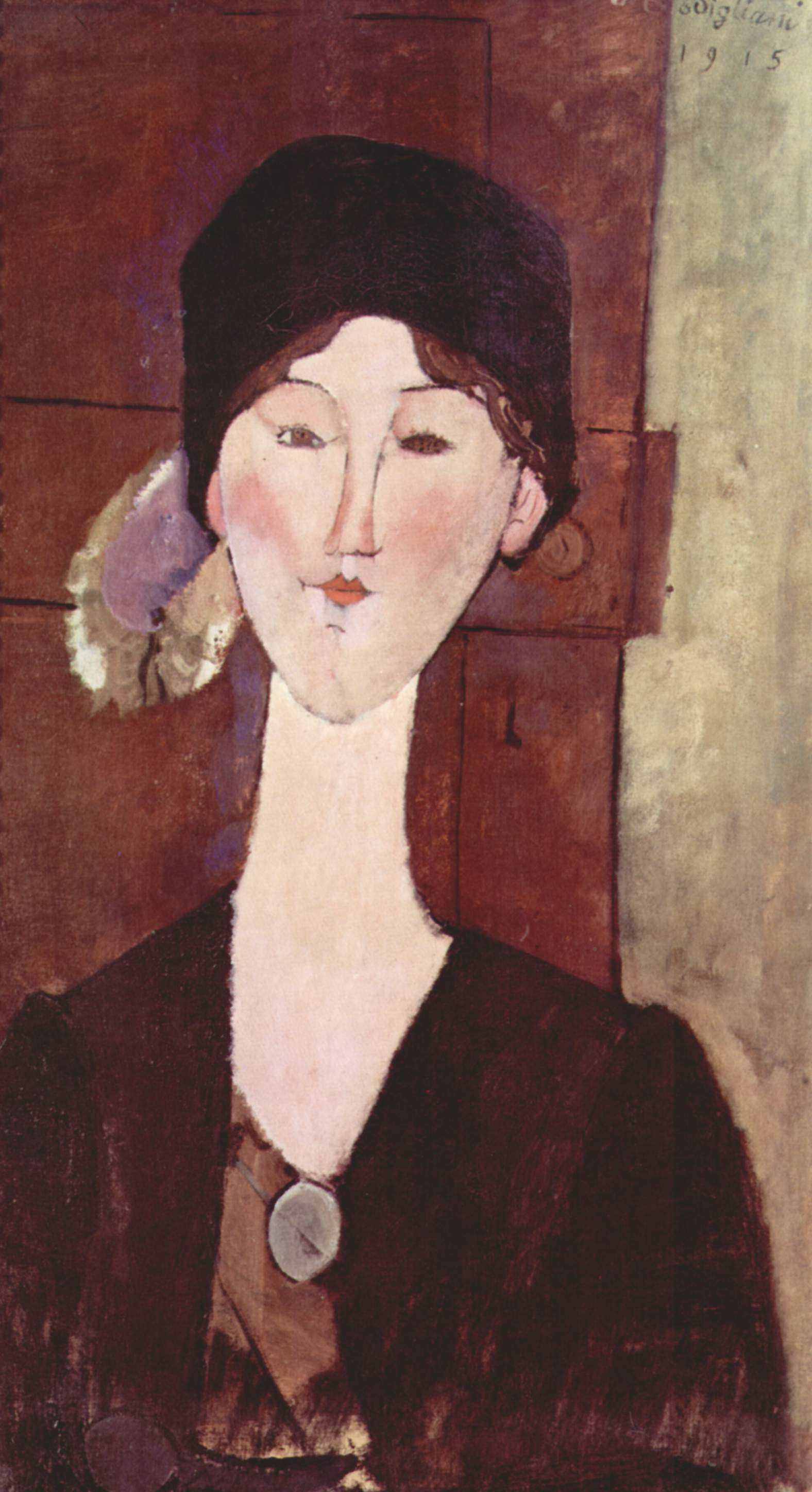
Portrait de Beatrice Hastings devant une porte, 1915 – Collection privée, New York.
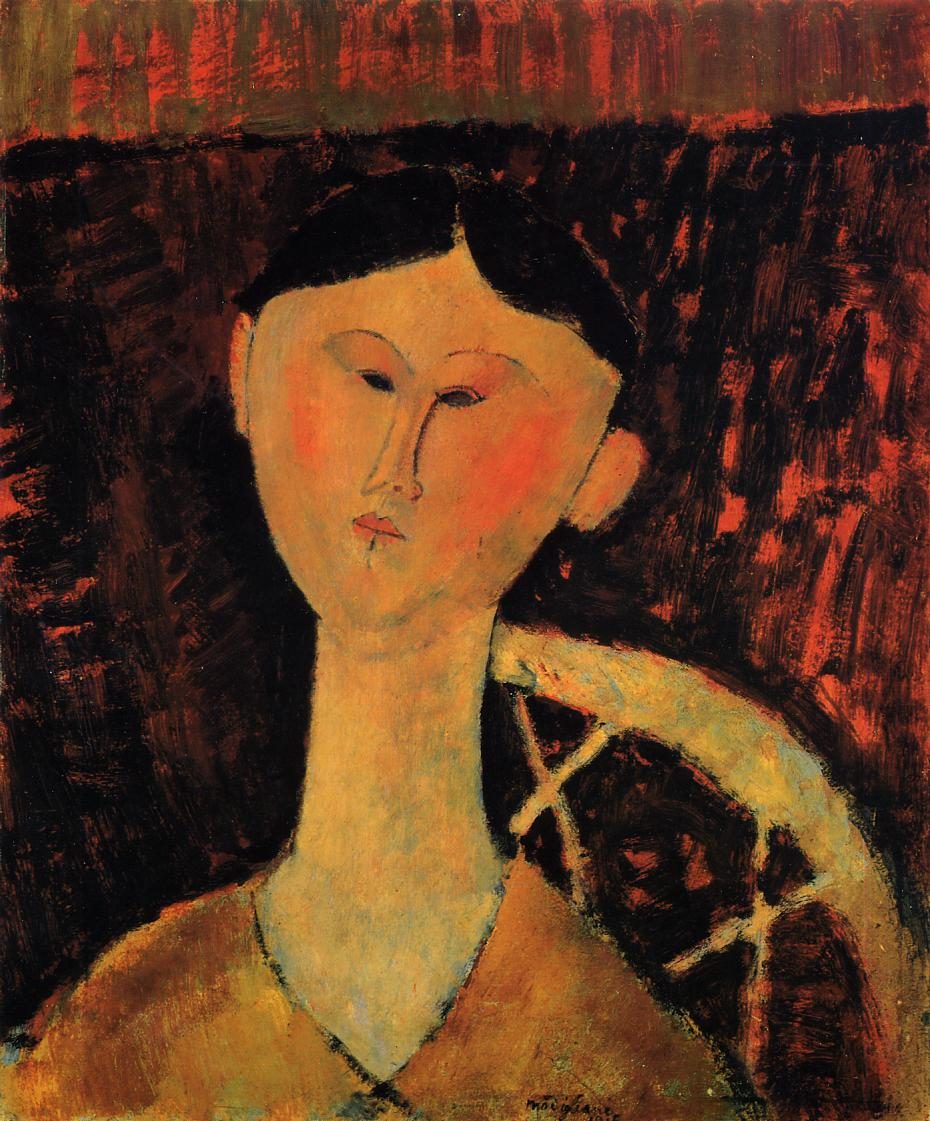
Portrait de Beatrice Hastings, 1915 – Musée des beaux-arts de l'Ontario, Toronto.
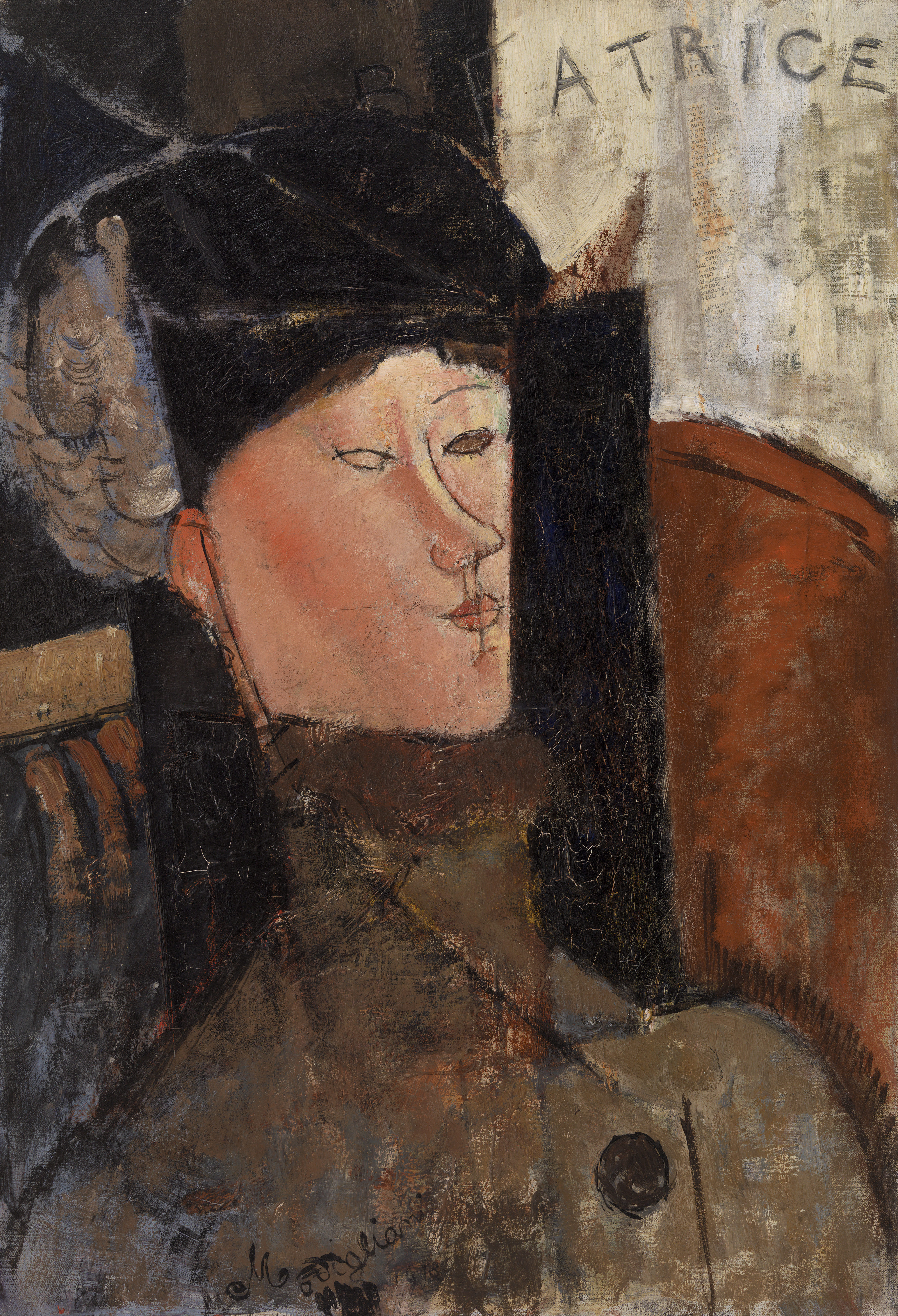
Portrait de Beatrice Hastings, 1916 – Fondation Barnes, Philadelphie.